# Service WATS
Le service WATS (aussi appelé service interurbain planifié ou forfait d'appel ; en anglais, Wide Area Telephone Service ou WATS) était un service interurbain à tarif forfaitaire pour les télécommunications par ligne téléphonique disponible dans certains pays adhérant au plan de numérotation nord-américain.
Le service permettait des appels entre un téléphone client donné (également appelé station) et des stations dans des zones tarifaires géographiques spécifiées, en utilisant une seule ligne téléphonique entre l'emplacement du client et le commutateur téléphonique de desserte. Chaque ligne d'accès pouvait être organisée pour le service sortant (OutWATS) ou entrant (InWATS), ou les deux.